# 路庄子乡
路庄子乡，是中华人民共和国河北省保定市曲阳县下辖的一个乡镇级行政单位。

## 行政区划
路庄子乡下辖以下地区：
安羊村、马羊村、赵羊村、靳羊村、王羊村、水洼村、河洼村、王家庄村、赵家庄村、路庄子村、杨家庄村、东庄村、曹家町村、尚庄村、涧北村和独古庄村。